# Список заслуженных мастеров спорта России по настольному теннису
Звание «заслуженный мастер спорта России» введено в 1992 году; первыми заслуженными мастерами спорта России по настольному теннису стали в 1995 году 3 спортсменки, ставшие в 1994 году чемпионками Европы и обладательницами Кубка мира в командных соревнованиях.

## Список
В списке у каждого ЗМС указываются:

 год рождения (или годы жизни);

 место жительства (субъект федерации) на момент присвоения звания;

 основные достижения на международной арене на момент присвоения звания. 

### 1995
Звания удостоены чемпионки Европы и обладательницы КМ 1994 в командных соревнованиях.
- Мельник, Галина Николаевна[1] (1995; Москва)[прим 1]
- Палина, Ирина Владимировна[2] (1970; Москва) — также: серебряный призёр ЧЕ 1994 в женском парном разряде[прим 1].
- Тимина, Елена Вячеславовна[3] (1969; Москва) — также: серебряный призёр ЧЕ 1994 в женском парном разряде[прим 1].

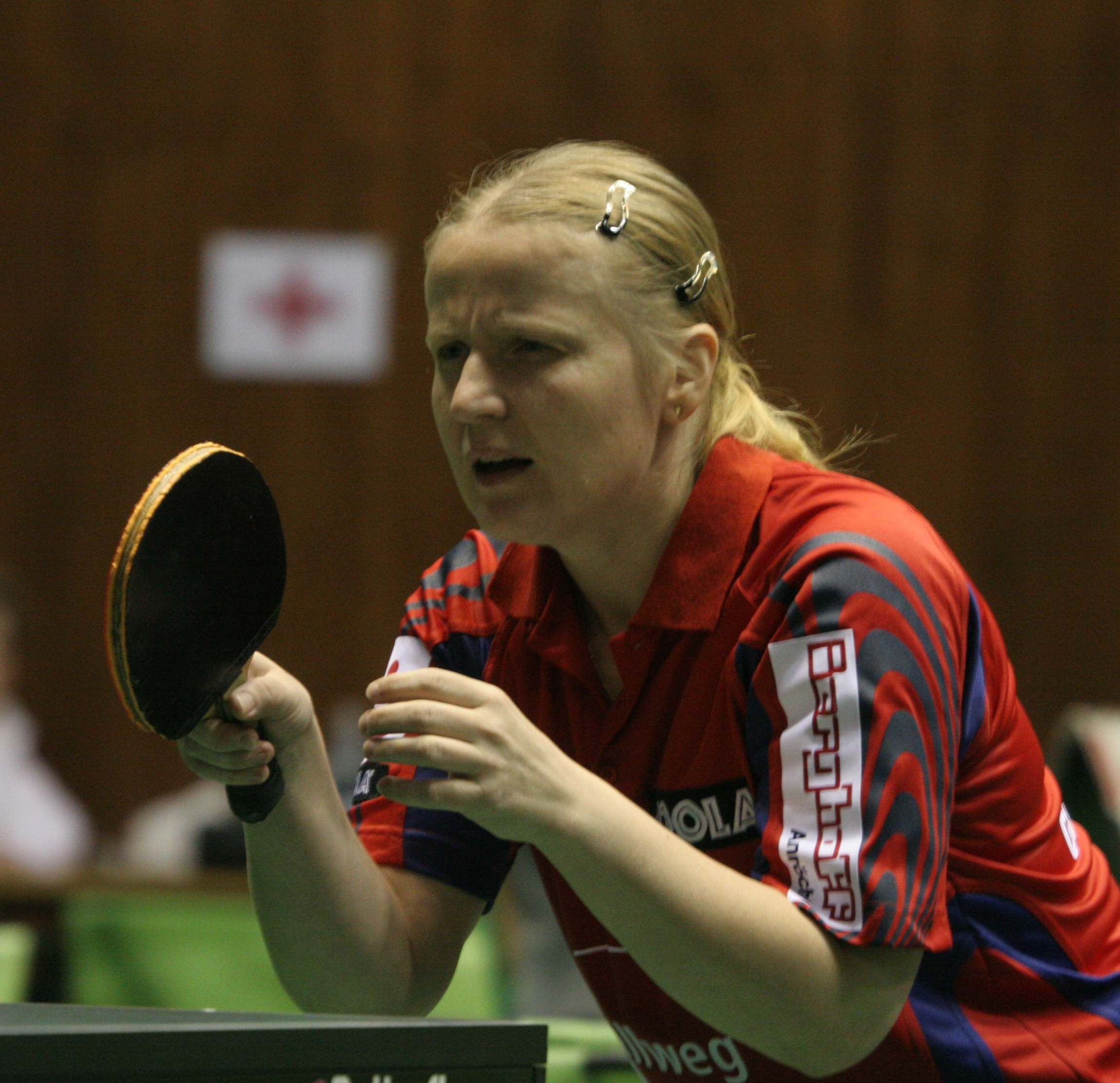
Галина Мельник (фото 2006 года)
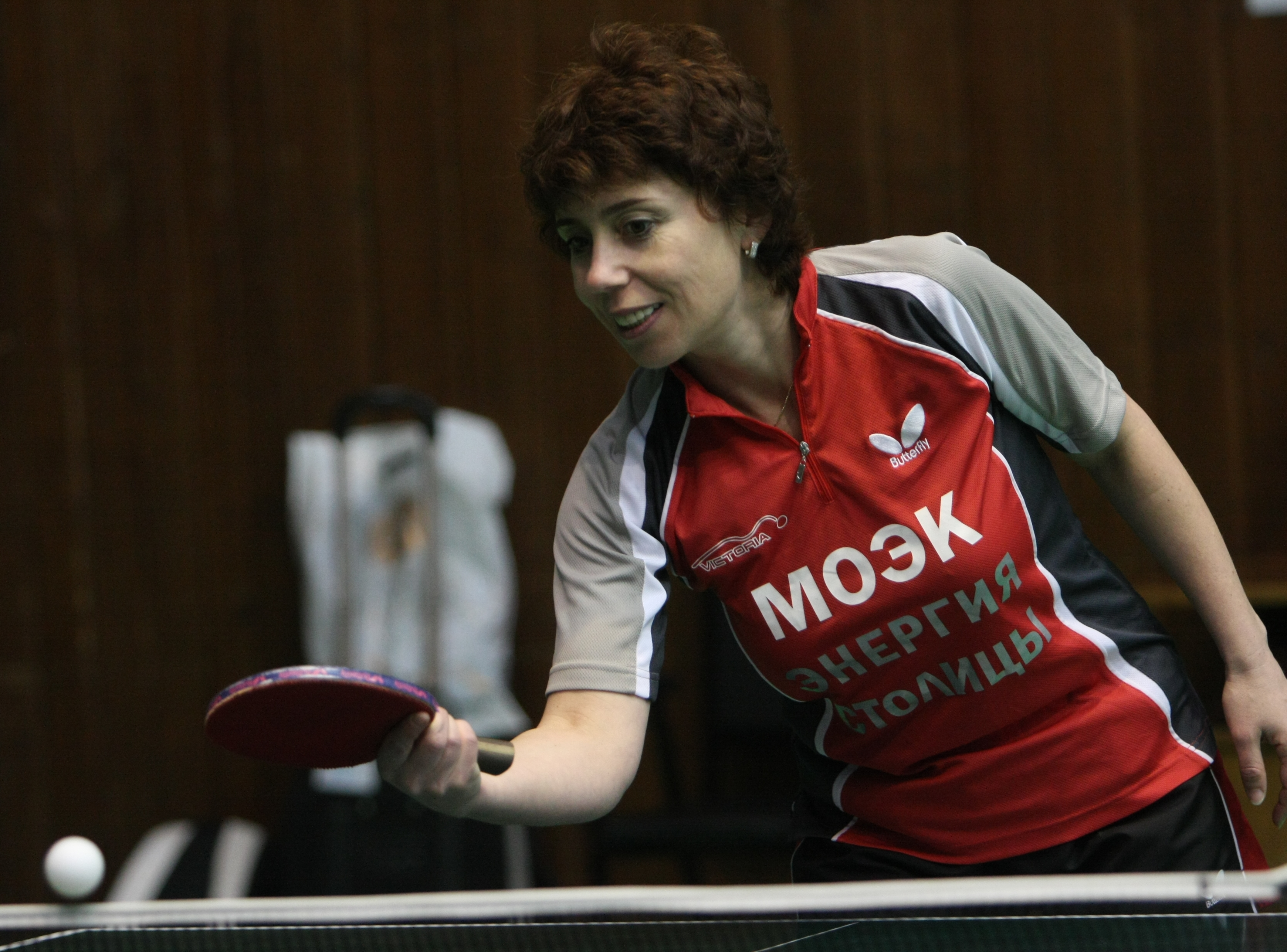
Ирина Палина (фото 2011 года)
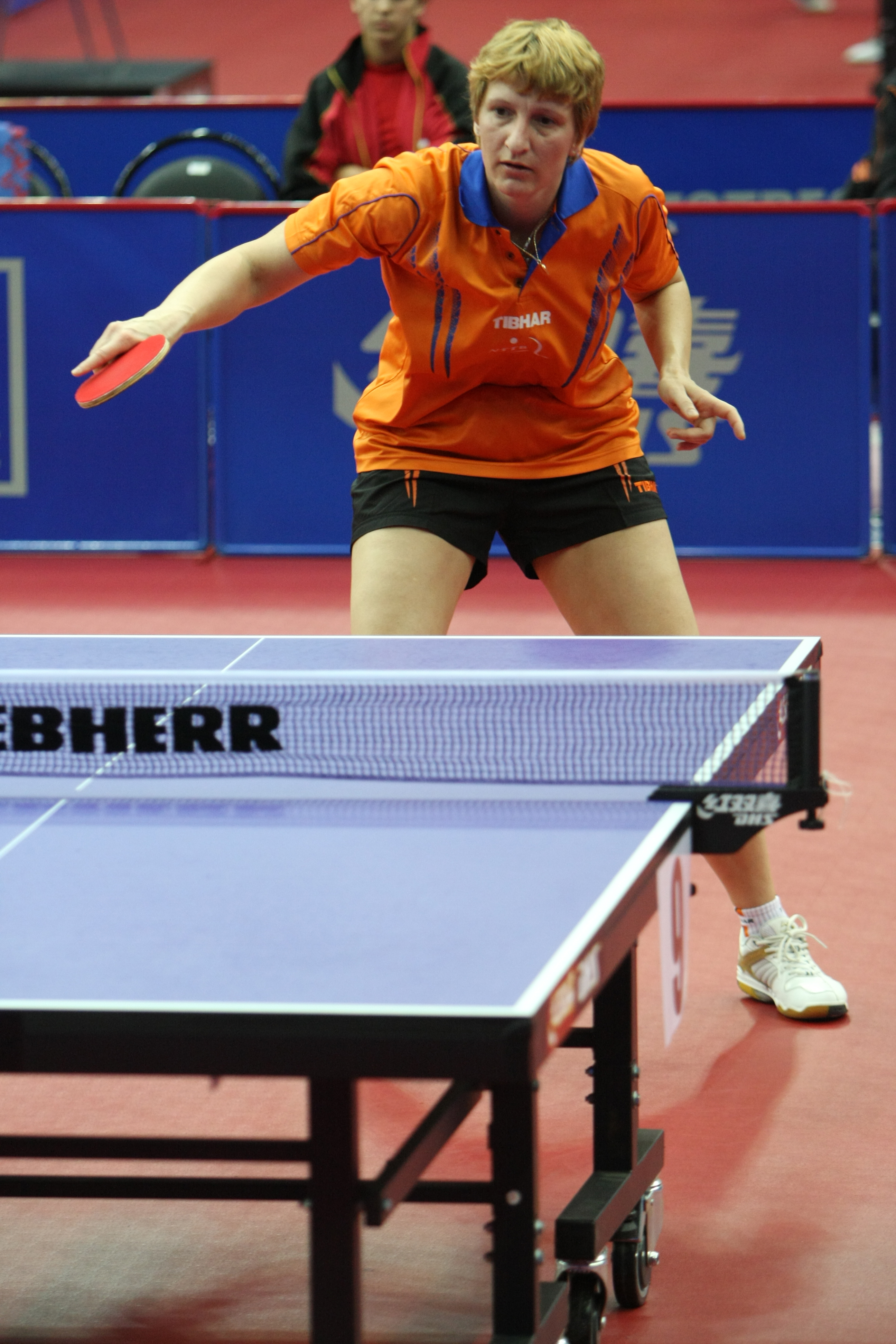
Елена Тимина (фото 2010 года)

### 2009
25 июня
- Ганина, Светлана Григорьевна (1978; Нижегородская обл.) — чемпионка Европы 2007, бронзовый призёр ЧЕ 2002, 2003, 2005 в женском парном разряде, серебряный призёр ЧЕ 2007 в командных соревнованиях.
- Фадеева (Кущ), Оксана Владимировна (1975; Нижегородская обл.) — чемпионка Европы 1994 в командных соревнованиях, серебряный призёр ЧЕ 2007 в смешанном парном разряде и командных соревнованиях.